# Mandailles-Saint-Julien
Mandailles-Saint-Julien är en kommun i departementet Cantal i regionen Auvergne-Rhône-Alpes i mitten av Frankrike. Kommunen ligger  i kantonen Aurillac 4e Canton som ligger i arrondissementet Aurillac. År 2022 hade Mandailles-Saint-Julien 174 invånare.

## Befolkningsutveckling
Antalet invånare i kommunen Mandailles-Saint-Julien
Referens:INSEE